# Championnat de Suisse de football 1912-1913
Navigation
Édition précédente Édition suivante
La 16e édition du championnat de Suisse de football est remportée par le Montriond Lausanne.
Le BSC Old Boys termine vice-champion. Le FC Aarau complète le podium. 
Le championnat est divisé en trois groupes régionaux. Les premiers de chaque groupe sont qualifiés pour la phase finale décidant du champion tandis que les derniers de chaque groupe jouent avec le champion de deuxième division des matchs de barrage de relégation. Le FC Lucerne descend en deuxième division tandis que le Blue Stars Zurich est promu en première division.

## Les clubs de l'édition 1912-1913
| Club                     | Ville             |
| ------------------------ | ----------------- |
| BSC Old Boys             | Bâle              |
| BSC Young Boys           | Berne             |
| Cantonal Neuchâtel       | Neuchâtel         |
| Concordia Yverdon        | Yverdon           |
| Étoile La Chaux-de-Fonds | La Chaux-de-Fonds |
| FC Aarau                 | Aarau             |
| FC Baden                 | Baden             |
| FC Bâle                  | Bâle              |
| FC Berne                 | Berne             |
| FC Biel-Bienne           | Bienne            |
| FC Brühl Saint-Gall      | Saint-Gall        |
| FC Genève                | Genève            |
| FC La Chaux-de-Fonds     | La Chaux-de-Fonds |
| FC Lucerne               | Lucerne           |
| FC Nordstern Bâle        | Bâle              |
| FC Saint-Gall            | Saint-Gall        |
| FC Stella Fribourg       | Fribourg          |
| FC Winterthur            | Winterthour       |
| FC Zurich                | Zurich            |
| Montriond Lausanne       | Lausanne          |
| Montreux-Narcisse        | Montreux          |
| Servette FC              | Genève            |
| Young Fellows Zurich     | Zurich            |

## Compétition

### Classements
Le classement est établi sur le barème de points classique (victoire à 2 points, match nul à 1, défaite à 0).

#### Groupe Ouest
| Rang | Équipe             | Pts | J  | G | N | P | Bp | Bc | Diff |
| ---- | ------------------ | --- | -- | - | - | - | -- | -- | ---- |
| 1    | Montriond Lausanne | 18  | 12 | 7 | 4 | 1 | 34 | 12 | +22  |
| 2    | Servette FC        | 16  | 12 | 7 | 2 | 3 | 25 | 18 | +7   |
| 3    | Stella Fribourg    | 16  | 12 | 7 | 1 | 4 | 30 | 21 | +9   |
| 4    | Cantonal Neuchâtel | 12  | 12 | 5 | 2 | 5 | 31 | 23 | +8   |
| 5    | Concordia Yverdon  | 11  | 12 | 4 | 3 | 5 | 26 | 27 | -1   |
| 6    | Montreux-Narcisse  | 7   | 12 | 3 | 1 | 8 | 13 | 32 | -19  |
| 7    | FC Genève          | 5   | 12 | 2 | 1 | 9 | 13 | 39 | -26  |

|  | Qualification pour la phase finale |
|  | Barrages de relégation             |

#### Groupe Centre
| Rang | Équipe                   | Pts | J  | G | N | P  | Bp | Bc | Diff |
| ---- | ------------------------ | --- | -- | - | - | -- | -- | -- | ---- |
| 1    | BSC Old Boys             | 20  | 14 | 9 | 2 | 3  | 43 | 29 | +14  |
| 2    | BSC Young Boys           | 19  | 14 | 9 | 1 | 4  | 41 | 25 | +16  |
| 3    | Étoile La Chaux-de-Fonds | 17  | 14 | 8 | 1 | 5  | 33 | 25 | +8   |
| 4    | FC Bâle                  | 16  | 14 | 7 | 2 | 5  | 46 | 30 | +16  |
| 5    | FC Berne                 | 14  | 14 | 6 | 2 | 6  | 43 | 38 | +5   |
| 6    | FC Nordstern Bâle        | 12  | 14 | 5 | 2 | 7  | 35 | 46 | -11  |
| 7    | FC La Chaux-de-Fonds     | 9   | 14 | 3 | 3 | 8  | 38 | 50 | -12  |
| 8    | FC Biel-Bienne           | 5   | 14 | 2 | 1 | 11 | 29 | 65 | -36  |

|  | Qualification pour la phase finale |
|  | Barrage de relégation              |

#### Groupe Est
| Rang | Équipe               | Pts | J  | G  | N | P  | Bp | Bc | Diff |
| ---- | -------------------- | --- | -- | -- | - | -- | -- | -- | ---- |
| 1    | FC Aarau             | 25  | 14 | 12 | 1 | 1  | 50 | 18 | +32  |
| 2    | FC Saint-Gall        | 19  | 14 | 8  | 3 | 3  | 67 | 21 | +46  |
| 3    | FC Zurich            | 18  | 14 | 8  | 2 | 4  | 45 | 24 | +21  |
| 4    | FC Brühl Saint-Gall  | 17  | 14 | 7  | 3 | 4  | 42 | 35 | +7   |
| 5    | FC Winterthur        | 10  | 14 | 4  | 2 | 8  | 34 | 28 | +6   |
| -    | Young Fellows Zurich | 10  | 14 | 4  | 2 | 8  | 22 | 45 | -23  |
| 7    | FC Baden             | 8   | 14 | 3  | 2 | 9  | 17 | 49 | -32  |
| 8    | FC Lucerne           | 5   | 14 | 2  | 1 | 11 | 13 | 70 | -57  |

|  | Qualification pour la phase finale |
|  | Barrage de relégation              |

#### Barrages de relégation
Les matches de barrage entre les trois derniers des trois groupes et le champion de deuxième division (le Blue Stars Zurich) ont eu pour issue :
- le maintien du FC Biel-Bienne et du FC Genève en première division;
- la promotion du Blue Stars Zurich en première division;
- la relégation du FC Lucerne en deuxième division.

#### Phase finale
Matchs
| Équipe 1           | Résultat | Équipe 2     | Date         | Lieu              |
| ------------------ | -------- | ------------ | ------------ | ----------------- |
| BSC Old Boys       | 2 - 1    | FC Aarau     | 25 mai 1913  | Bâle              |
| Montriond Lausanne | 2 - 1    | FC Aarau     | 8 juin 1913  | Berne             |
| Montriond Lausanne | 1 - 0    | BSC Old Boys | 15 juin 1913 | La Chaux-de-Fonds |

Classement
| Rang | Équipe             | Pts | J | G | N | P | Bp | Bc | Diff |
| ---- | ------------------ | --- | - | - | - | - | -- | -- | ---- |
| 1    | Montriond Lausanne | 4   | 2 | 2 | 0 | 0 | 3  | 1  | +2   |
| 2    | BSC Old Boys       | 2   | 2 | 1 | 0 | 1 | 2  | 2  | 0    |
| 3    | FC Aarau           | 0   | 2 | 0 | 0 | 2 | 2  | 4  | -2   |

|  | Champion de Suisse |

## Bilan de la saison
| Tableau d'Honneur                 |                    |
| Compétition                       | Vainqueur          |
| Championnat de Suisse de football | Montriond Lausanne |
| Coupe de Suisse de football       | FC Bâle            |

| Promotions et relégations |                   |
| Promus                    | Blue Stars Zurich |
| Relégués                  | FC Lucerne        |